# Renata de Lorena
Renata de Lorena (en francès Renée de Lorraine i en alemany Renata von Lothringen) va néixer a la ciutat francesa de Nancy el 20 d'abril de 1544 i va morir a Múnic el 22 de maig de 1602. Era filla del duc Francesc I de Lorena (1517-1545) i de la princesa Cristina de Dinamarca (1522-1590).
El 1558, després de la mort de la seva primera esposa, el príncep Guillem d'Orange va expressar el desig de casar-se amb Renata. A la seva mare, Cristina, li va agradar la idea i es va consolidar encara més després del Tractat de Cateau-Cambrésis. No obstant això, el rei Felip II de Castella s'hi va oposar. Posteriorment, la seva mare va declinar el pla del cardenal Carles de Lorena per concertar un matrimoni entre Renata i el príncep de Joinville i una altra proposta de Felip II per casar-la amb Joan d'Àustria.
El 1561, la mare de Renata va planejar casar-la amb el rei Frederic II de Dinamarca. Tanmateix, l'esclat de la guerra nòrdica dels set anys entre Dinamarca i Suècia, el 1563, va interrompre aquests plans. De 1565 a 1567, Cristina va negociar amb el rei Eric XIV de Suècia per crear una aliança entre Suècia i Dinamarca mitjançant el seu matrimoni amb Renata. El pla era que Cristina conquerís Dinamarca amb el suport de Suècia, un pla que Eric va recolzar. Renata era neta del rei Cristià II de Dinamarca i, per tant, hereva de la corona danesa; però la proposta va ser rebutjada per l'emperador del Sacre Imperi Germànic, Ferran, que temia l'efecte destructiu que podria tenir en l'equilibri de poder entre les nacions alemanyes si Saxònia (fortament aliada amb Dinamarca) s'oposava a les pretensions de Cristina. Tampoc va aconseguir el suport de Felip II. L'aliança matrimonial planificada entre Lorena i Suècia es va acabar finalment quan Eric XIV es va casar amb la seva amant no noble Karin Månsdotter el 1567. Curiosament, una descendent directa de Renata, la princesa Josepa de Leuchtenberg es va casar amb un successor d'Èric, el rei Òscar I de Suècia el 1823.
Renata va portar una vida discreta i de caritat. Va viure al Col·legi dels Jesuïtes a Múnic, on es va fer càrrec dels pelegrins malalts i dels pobres. Després de la transferència de poder entre el seu marit i el seu fill Maximilià, ell va passar la resta de la seva vida a l'hospital fundat pel seu sogre Albert V de Baviera. Una de les principals obres de la seva vida va ser la construcció i consagració de l'església de Sant Miquel, a Múnic, on descansa a la cripta, així com la majoria dels descendents de la família de Wittelsbach. Encara que no canonitzada, era considerada una santa pel seu poble.

## Matrimoni i fills
El 22 de febrer de 1568 es va casar, a Múnic, amb el duc Guillem V de Baviera (1549-1626), fill del duc Albert V (1528-1579) i de l'arxiduquessa Anna d'Àustria (1528-1590). El matrimoni va tenir deu fills: 
- Cristòfol de Baviera, nat a Múnic el 1570 i mort el mateix any.
- Cristòfol de Baviera, nat a Múnic el 1572 i mort a Múnic el 1580.

- L'elector Maximilià I de Baviera, nat a Múnic el 1573 i mort a Múnic el 1651. Es casà amb la princesa Elisabet de Lorena en primeres núpcies; i en segones núpcies amb l'arxiduquessa Maria Anna d'Àustria (1610-1665).
- Maria Anna de Baviera, nada a Múnic el 1574 i morta a Viena el 1616. Es casà amb l'emperador Ferran II, emperador romanogermànic.

- Felip Guillem de Baviera, nat a Múnic el 1576 i mort a Ratisbona el 1598. El 1595 fou nomenat bisbe de Ratisbona amb el tractament de cardenal.
- Ferran de Baviera, nat a Múnic el 1577 i mort a Colònia el 1650. Fou bisbe-elector de Colònia.

- Elionor de Baviera, nada a Múnic el 1579 i morta el 1580.

- Carles de Baviera, nat a Múnic el 1580 i mort a Múnic el 1587.

- Albert de Baviera, nat a Múnic el 1584 i mort a Haag el 1666. El 1612 es casà amb la princesa Matilde de Leuchtenberg.

- Magdalena de Baviera, nada a Múnic el 1587 i morta a Heidelberg el 1628. Es casà el 1613 amb el comte palatí Wolfgang Guillem I del Palatinat-Neuburg.